# Roughing
Au football américain, les pénalités dites de roughing font partie des fautes personnelles, et donc pénalisées de 15 yards.
On parle de roughing the passer lorsqu'un défenseur percute volontairement le quarterback (quart-arrière) après qu'il a lâché le ballon. 
Parfois la pénalité est prononcée en raison d'un choc volontaire à la tête. 
On parle de roughing the kicker lorsque, sur une action de kickoff ou de punt, le défenseur percute volontairement le tireur après que celui-ci a dégagé le ballon.